# Iglesia de Santa María de los Dolores (Lalín)
La iglesia de Santa María de los Dolores es el templo de la parroquia homónima, oficialmente Santa María das Dores, de Lalín (Pontevedra).

## Ubicación
La iglesia se encuentra en la plaza de la Villa, en un pequeño alto próximo al pretendido kilómetro cero de Galicia.

## Historia
En un principio el templo parroquial de Lalín era la capilla de Nuestra Señora de los Dolores, ubicada en lo que hoy es la plaza das Pipas, frente al monumento al aviador Loriga. Para su construcción se había talado en 1876 un viejo Roble conocido como “Carballo da Manteiga”. La capilla es insuficiente para acoger a los fieles y el alcalde informa sobre: 

... la conveniencia de que desaparezca la pequeña y mezquina capilla, situada en la plaza en donde es la feria mensual, convertida hoy provisionalmente en parroquia y en la que no caben la quinta parte de los fieles que a ella concurren, utilizándose los materiales que contiene en la construcción de la nueva iglesia.

Con los vecinos de Lalín dispuestos a aportar el solar para un nuevo templo, la Junta Diocesana de Reparación de Templos del Obispado de Lugo saca a subasta, en el Boletín Oficial del Obispado del 14 de enero de 1901, las obras de la Primera Sección (construcción de los cimientos hasta terminar los muros y la torre) por un importe de 49.576,40 pesetas. La Segunda Sección (armadura y cubierta, suelos y escaleras, enlucidos y cielos rasos, carpintería de taller y herrería) importa 15.005,61 pesetas. En 1902 las obras son adjudicadas a un contratista, subcontratándose posteriormente en 1903 la obra de cantero costeada por el Estado (cimientos, muros y torre de la nueva iglesia).
El proyecto contemplaba derribar la antigua iglesia de San Martín en Lalín de Arriba para aprovechar sus piedras:

(...) 8ª.- Se le entregará  [al contratista]  la iglesia o capilla de Lalín de Arriba para el aprovechamiento de todos los materiales en cuanto sea posible, conforme se señala en el Presupuesto.

Los vecinos se oponen por dos razones: en primer lugar no ven ventaja alguna porque los gastos de demolición y acarreo casi equivalen a los de nueva adquisición de materiales; pero, sobre todo, no quieren que se destruya el histórico templo, lo que finalmente conseguirán con su esfuerzo económico conjuntamente con el del obispado.
En mayo de 1903 dieron principio las obras. Estando el edificio terminado en su primera fase, sin la torre, es bendecido e inaugurado por el obispo de Lugo Manuel Basulto Jiménez el 19 de marzo de 1919.
En 1959 se acomete la ampliación de la iglesia, que pasa de tener una a tres  naves, por seiscientas mil pesetas. Finalmente, en el año 1962 y con un presupuesto de 225.000 pesetas, se terminó la torre, se arregló el reloj y se fundió una nueva campana. Las obras definitivamente culminadas fueron  inauguradas oficialmente el día 2 de septiembre por el obispo de la Diócesis de Lugo, Antonio Ona de Echave.

## Galería
Algunos de los vitrales de sus muros laterales:

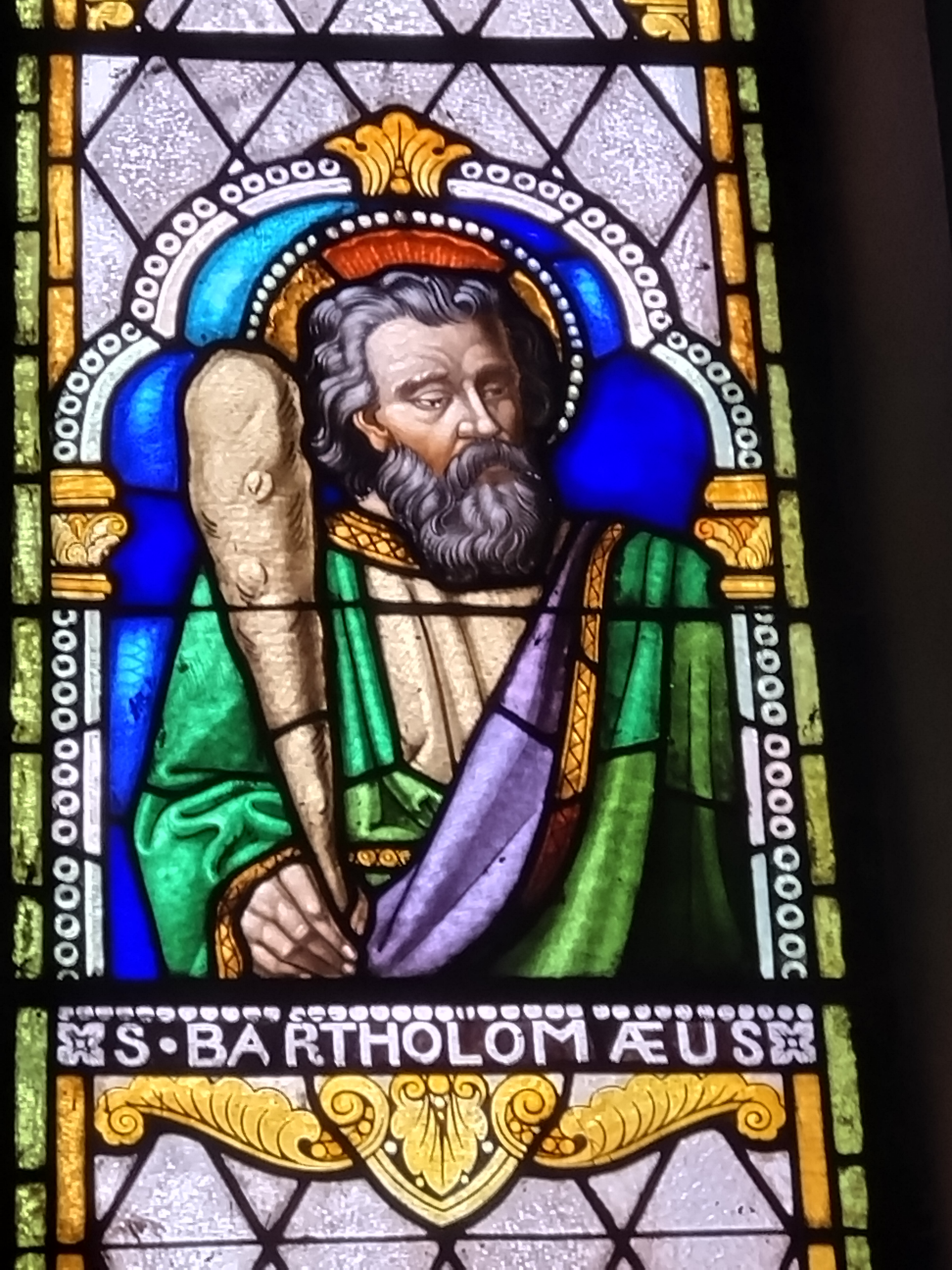
Apóstol San Bartolomé
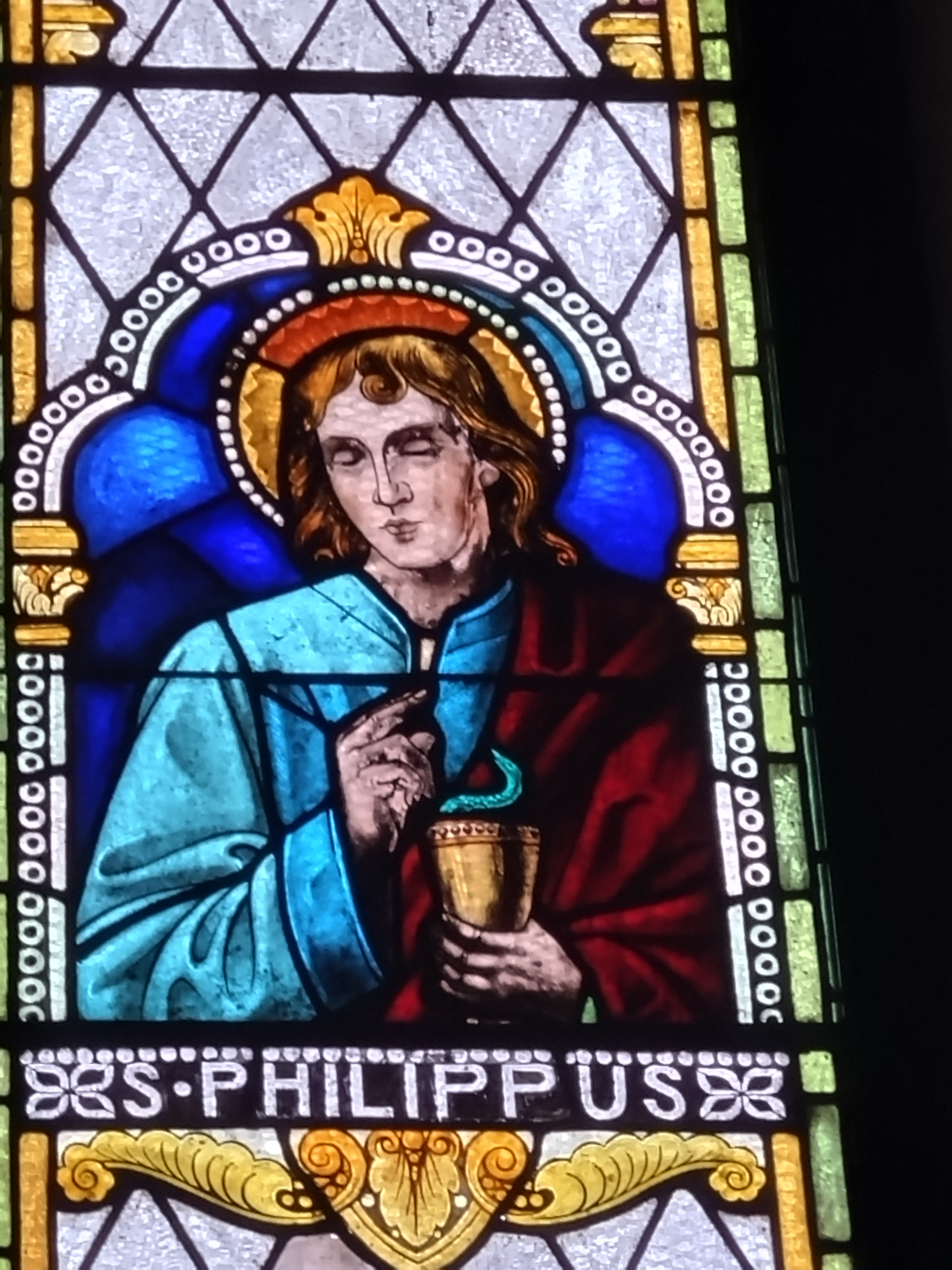
Apóstol San Felipe
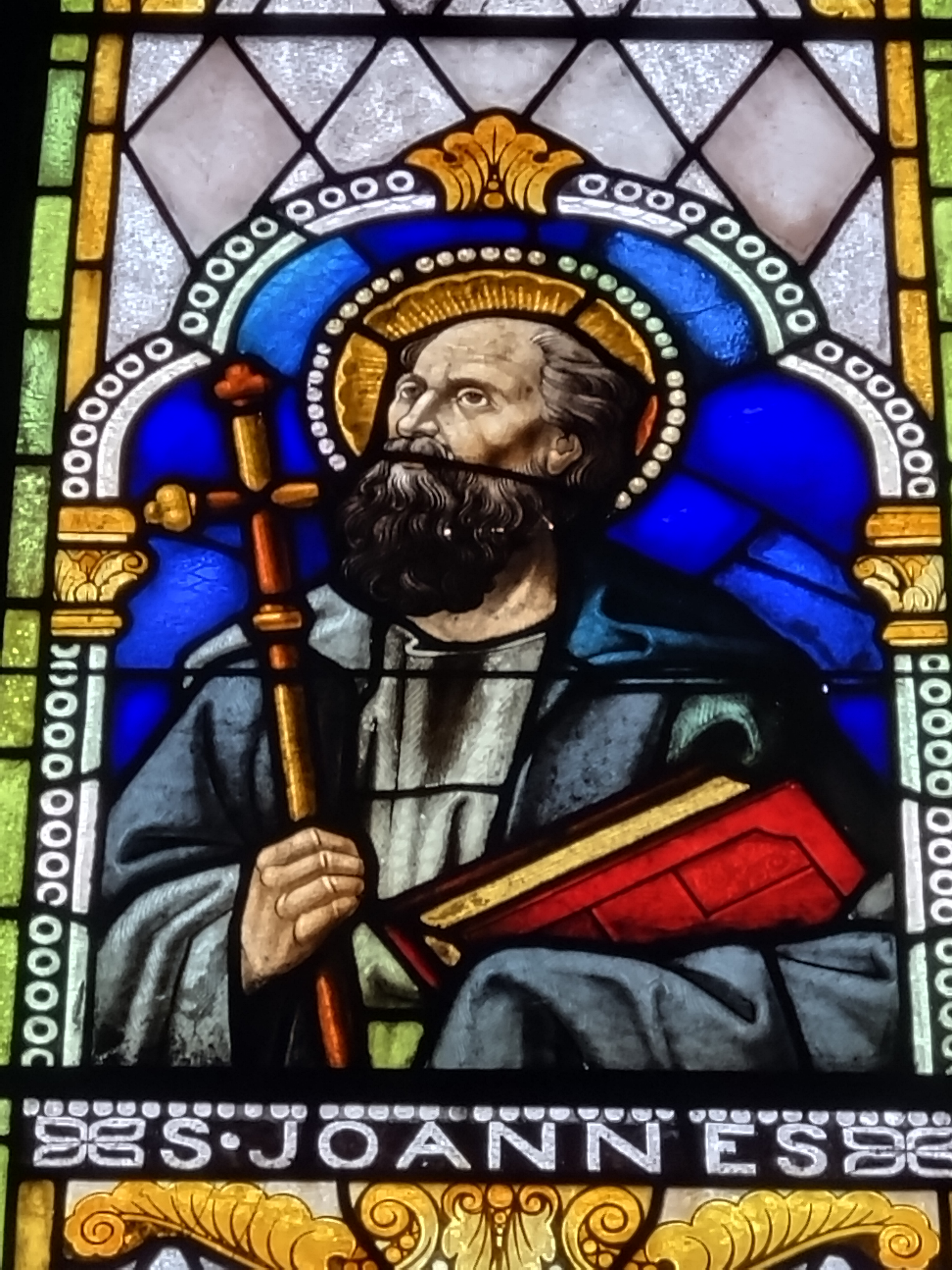
San Juan Evangelista
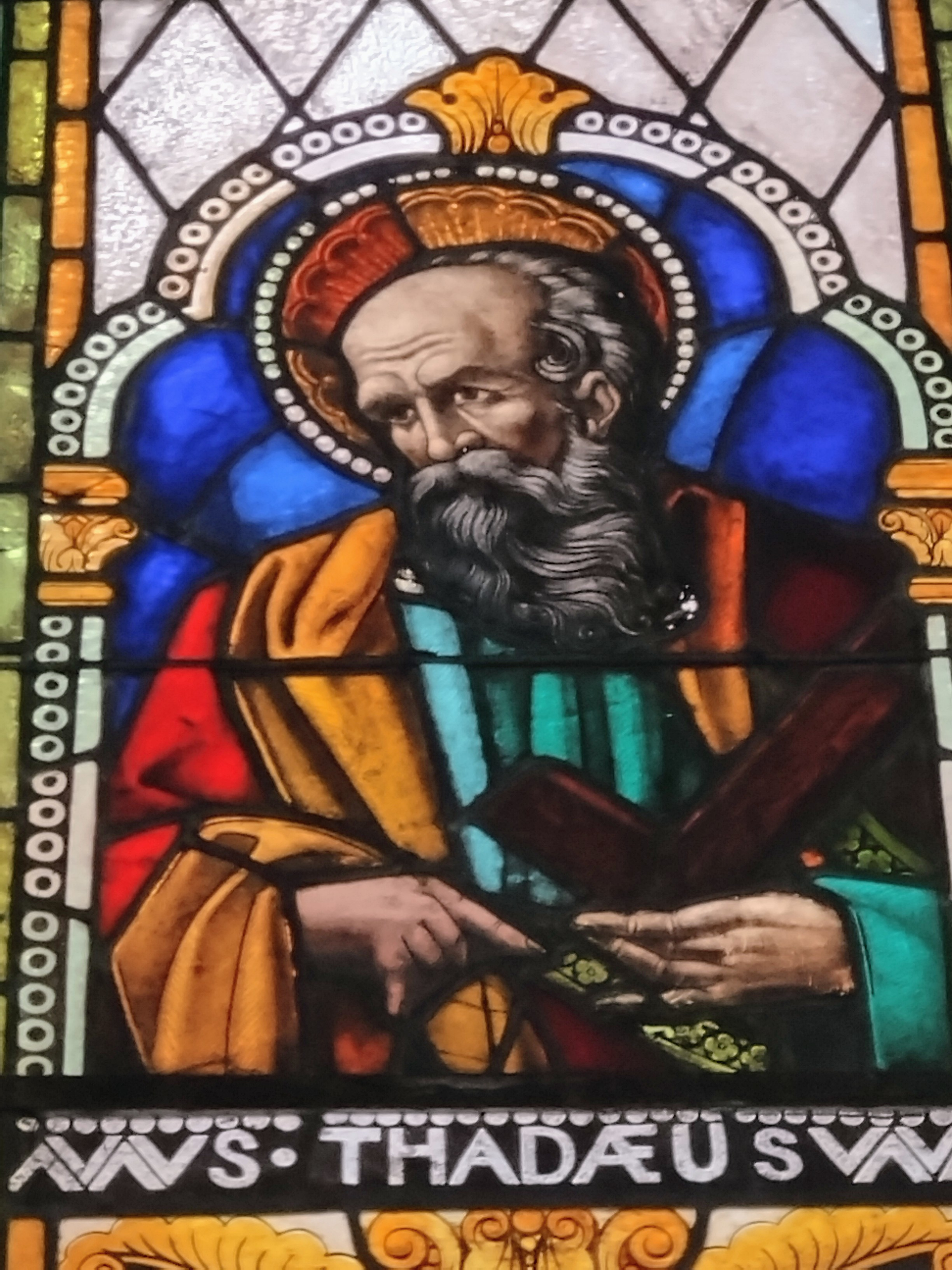
San Judas Tadeo
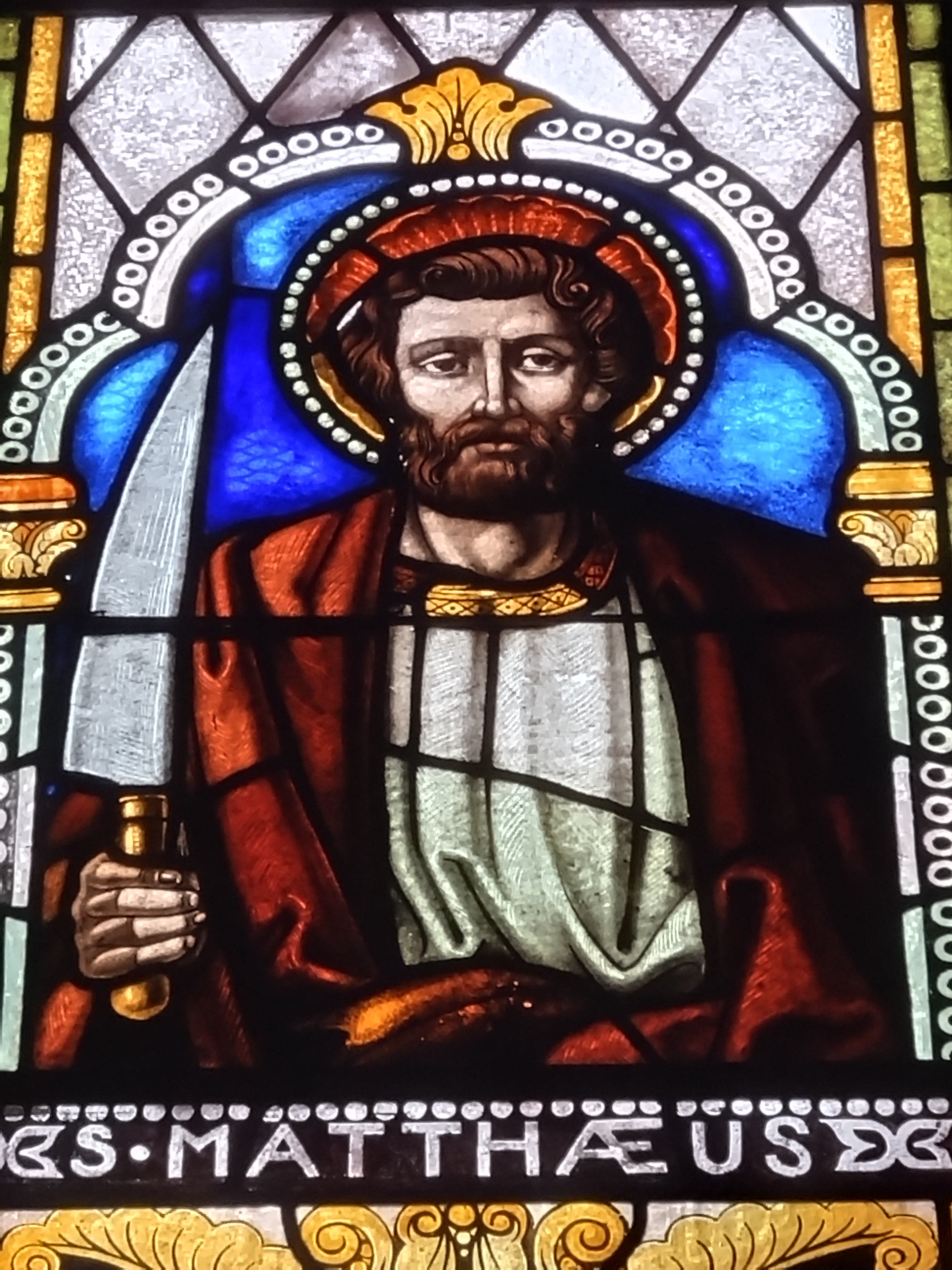
San Mateo Evangelista
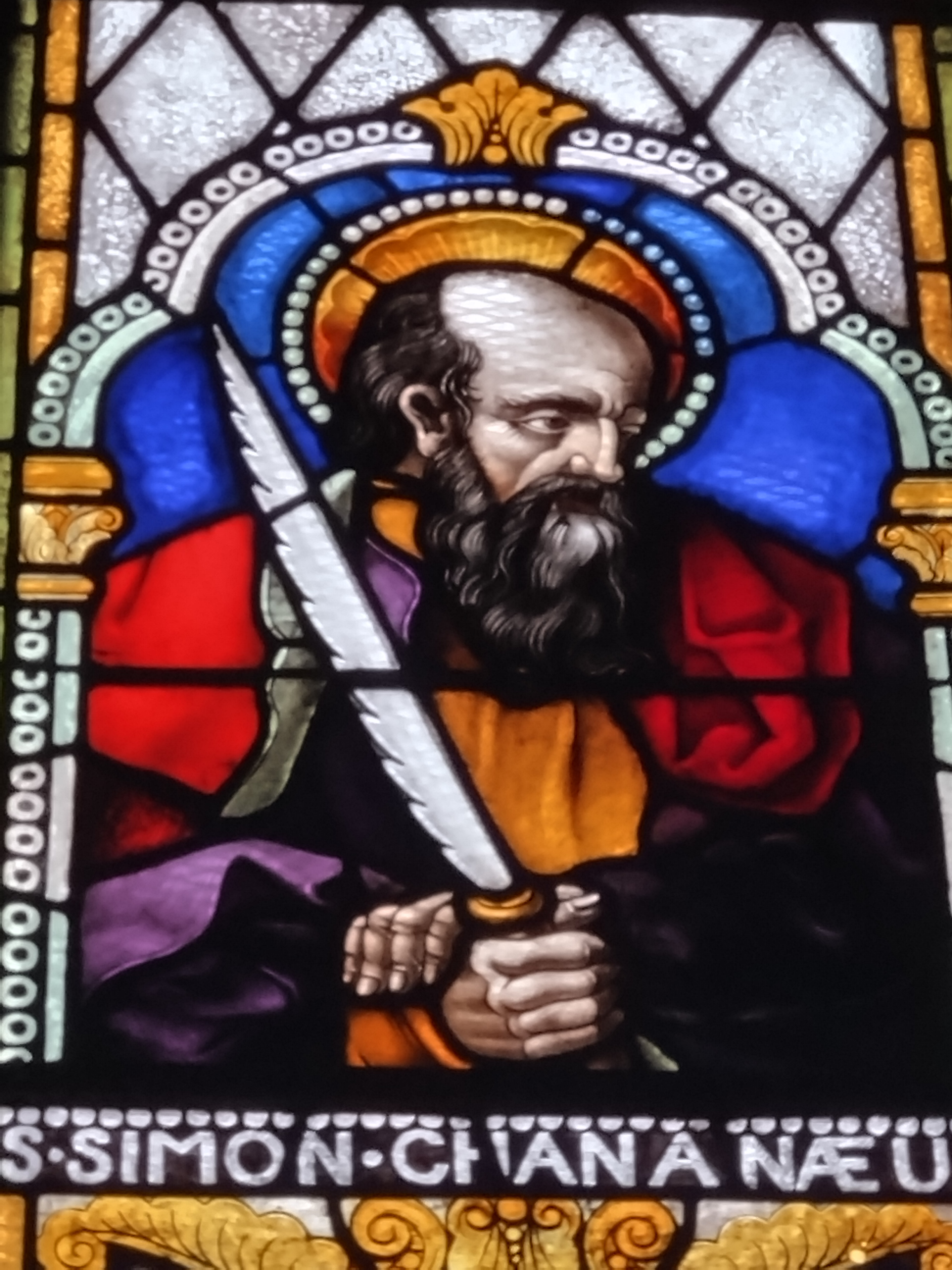
Apóstol San Simón el Cananeo
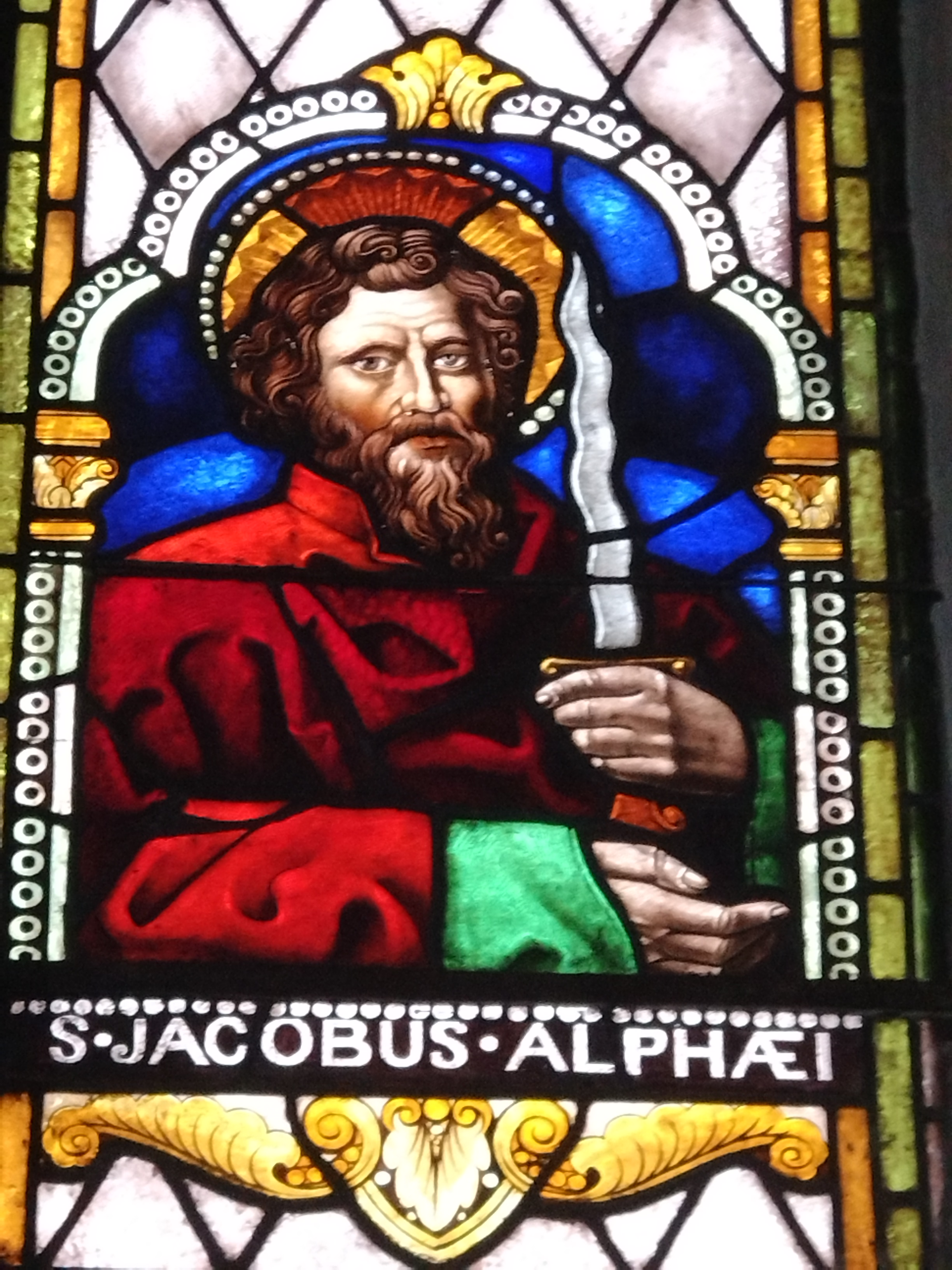
Apóstol Santiago el Mayor
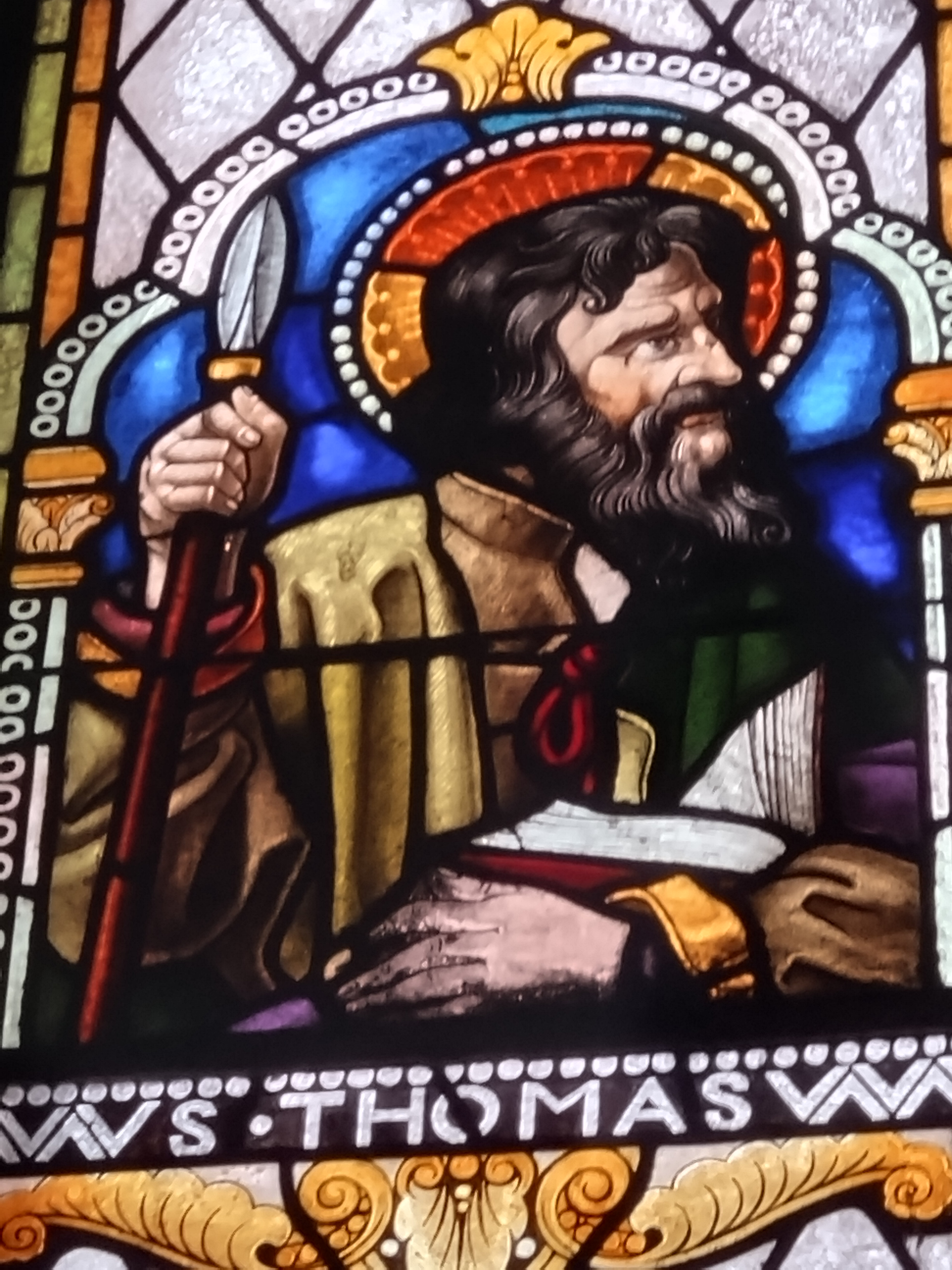
Apóstol Santo Tomás